# Frutarijanci
Frutarijanci (ili fruktarijanci) su ljudi koji se hrane samo voćem. Oni smatraju da je to prirodna i iskonska ljudska ishrana i da su i Adam i Eva u rajskom vrtu bili frutarijanci. Takođe smatraju da ni jedno živo biće (ni biljka ni životinja) ne želi biti ubijeno i zato jedu samo plodove koje voćka sama daje (za razliku od vegana koji jedu i koren, stablo, lišće, cvetove, semenje…).  
“Drvo jabuke pruža plod da bismo ga ubrali i pojeli, a ako mi to ne učinimo, jabuka će sama pasti na zemlju i tu će je pojesti neko drugo stvorenje. Samo drvo će nastaviti da živi i još dugi niz godina će davati plodove jabuke, kiseonik i još mnogo toga. Nije neophodno nekom oduzeti život da bismo mi živeli.”
Radikalni frutarijanci jedu isključivo voćne plodove pale s drveta.